# Уэльс
Уэ́льс (валл. Cymru МФА: [ˈkəmrɨ]о файле, англ. Wales [ˈweɪlz], в старой русской передаче — Ва́ллис) — одна из четырёх административно-политических частей Соединённого Королевства Великобритании и Северной Ирландии, в прошлом — конгломерат независимых кельтских княжеств. 
Уэльс расположен на юго-западе Великобритании, на востоке граничит с английскими графствами Чешир, Шропшир, Херефордшир и Глостершир. С трёх сторон окружён морем: на юге это Бристольский залив (устье Северна), на юго-западе — пролив Святого Георга, на севере и западе — Ирландское море, на северо-востоке — устье реки Ди (валл. Afon Dyfrdwy).
Исконный язык этих земель — валлийский — относится к кельтским языкам. Это язык с наибольшим числом носителей среди современных кельтских. 
Уэльс никогда в истории не был суверенным государством в существующих современных границах. Примерно с 1057 по 1063 год король Гвинеда Грифид ап Лливелин сумел временно овладеть почти всеми теми землями, что составляют нынешний Уэльс. После смерти Грифида такого уже не повторялось и ко времени английского завоевания Западного Уэльса в 1282 году страна вновь была поделена между несколькими королевствами. В 1400 году потомок двух древних королевских родов Уэльса, Оуэн Глиндур, возглавил восстание против англичан и был провозглашён королём Уэльса, однако полностью потерял поддержку к 1410 году и был вынужден скрыться. Валлийские законы не были полностью вытеснены английскими до 1542 года. Лишь в 1955 году королева официально провозгласила Кардифф столицей Уэльса (до этого столицы у страны попросту не было), хотя Принц Уэльский обычно проходит инвеституру в Карнарвоне.
В 1997 году была создана Национальная ассамблея Уэльса (Сенедд), имеющая право вносить поправки в законы, которые принимает парламент Великобритании. В 2006 и 2013 году полномочия Ассамблеи были расширены.

## Этимология
Название «Уэльс» происходит от англ. Wales, а то, в свою очередь, — от др.-англ. Wealas (от множественного числа слова Wealh). Последнее слово является общегерманским и происходит, по всей видимости, от названия племени вольков, то есть изначально оно обозначало всех кельтов. Позже, после того как германцы вошли в контакт с Римом, слово стало обозначать не только кельтов, но и людей, говорящих на латыни, позже — на романских языках (ср. Валлония в Бельгии, Валахия в Румынии). В Британии слово wealas обозначало, в первую очередь, бриттов, в том числе валлийцев и корнцев (название Корнуолла содержит тот же корень). Правда, в древнеанглийских памятниках есть и примеры того, как этот корень используется по отношению к римлянам.
Валлийское название — Cymru — происходит от общебриттского *kom-brogi «соотечественники» (ср. также камбрийский язык, Камберленд). От этого слова происходит и латинское название — Cambria.

## История

### Ранний период
Люди заселили территорию нынешнего Уэльса в конце последнего ледникового периода. Документальные свидетельства появляются во время римской оккупации Британии. В то время валлийские земли были поделены между несколькими бриттскими племенами, самыми многочисленными и могущественными из которых были силуры на юго-востоке и ордовики на северо-западе. Римляне воздвигли в нынешнем Южном Уэльсе несколько фортов, самым западным из которых был Кармартен (Caerfyrddin, лат. Maridunum), и добывали золото в Долейкоти (ныне — Кармартеншир). Кроме того, они построили крепость в Кайрлеоне (Isca Silurum), где сохранился величественный амфитеатр. Римляне продвинулись и в Северный Уэльс, и одна из средневаллийских повестей, «Сон Максена» (Breuddwyd Macsen) передаёт легенду, будто один из последних римских императоров Магн Максим (испанец, служивший военачальником в Британии), был женат на дочери местного вождя из Сегонция, что возле сегодняшнего Карнарвона в графстве Гуинет. Во время римской оккупации, примерно в IV веке в Уэльс пришло христианство.
После ухода римских войск из Британии (ок. 410), романизованные бритты создали множество мелких королевств. Государства южных и восточных равнин острова были быстро завоёваны наступающими англосаксами, но королевства, расположенные в гористых районах Северной Англии и нынешнего Уэльса, оказались более устойчивы. В конце концов, бриттские королевства севера пали под ударами англосаксов и шотландцев, но западным бриттам удалось закрепиться в Уэльсе. Однако потеря плодородных земель и богатых городов юго-востока острова не позволили им успешно бороться за возвращение этих территорий. Примерно в 540 году Гильда Премудрый писал:
Таким образом, многие из несчастных уцелевших, захваченные в горах, были массово уничтожены; другие, изнурённые голодом, подходили и протягивали руки врагам, чтобы навеки стать рабами, если, однако, их не убивали немедленно, что они считали за высочайшую милость. Другие же стремились к заморским областям с великим рыданием…
К VIII веку восточная граница Уэльса более-менее устоялась. Традиционно считается, что Оффа, король Мерсии, построил огромный земляной вал по границе своих владений, чтобы отделить от Уэльса заселённую в основном валлийцами часть Поуиса, которую он завоевал. Вал Оффы частично сохранился до наших дней, а валлийцы до сих пор иногда, отправляясь в Англию, говорят, что пересекают Вал Оффы (croesi Clawdd Offa).
Наиболее крупными королевствами были Гвинед (северо-запад Уэльса), Дехейбарт (юго-запад) и Поуис (восток и северо-восток). Большинство их правителей происходило из дома Родри Великого. Хотя Уэльс не представлял собой единого государства, а королевства часто враждовали между собой (привлекая на свою сторону англичан, ирландцев и скандинавов), страна была объединена общим культурным наследием, а также сводом законов, кодифицированных Хивелом Добрым.

### После нормандского завоевания
Земли, уступленные англосаксам, получили название Lloegyr (в современном языке — Lloegr). В то же время начинает развиваться собственно валлийская идентичность, в текстах всё чаще встречается слово Cymry «соотечественники».
После нормандского завоевания Англии в 1066 уэльские королевства стали постепенно попадать под влияние восточных соседей, несмотря на сопротивление валлийских правителей. Вильгельм Завоеватель попытался подчинить валлийцев, создав несколько мощных феодальных владений на границе с Уэльсом. Лорды так называемой Валлийской марки в большой мере сохраняли независимость до времени правления Генриха VIII. Некоторые валлийские правители, такие как Оуайн Гвинед, Рис ап Грифид, Лливелин ап Иорверт, в разное время объединяли под своей властью значительную часть страны, однако полного объединения Уэльса так и не произошло. В 1282 году, после того как Лливелин ап Грифид, объявивший себя правителем всего Уэльса, погиб, а его брат взят в плен и казнён, войска Эдуарда I захватили всю территорию Уэльса. Англичане возвели несколько мощных замков (в частности, Кайрнарвон и Конуи на севере Уэльса, возле королевской столицы Гвинеда Гарт-Келин), чтобы контролировать местное население. Последним мощным восстанием было восстание Оуайна Глиндура, случившееся на век позже. Валлийская семья Тюдоров, активно участвовавшая в Войне Алой и Белой розы, в 1485 году стала царствующей династией в Англии. Окончательное юридическое слияние княжества Уэльс с Англией произошло при Генрихе VIII после принятия ряда законов, согласно которым валлийское право в Уэльсе заменялось английским.

### Новое время
После вхождения Уэльса в состав Англии и упразднения Валлийской марки происходило постепенное разрушение традиционных порядков: валлийские дворяне переняли образ жизни английских сквайров; многие валлийцы переезжали в Лондон, где добились значительных успехов (как например Джон Ди). Английский язык начал вытеснять валлийский в государственном управлении и судопроизводстве, однако в ходе Реформации и введения в Великобритании англиканства был произведён перевод на валлийский язык Библии и ряда богослужебных текстов (важную роль здесь сыграли Уильям Солсбери и Уильям Морган).
В XVII и XVIII веках в Уэльсе усилились различные нонконформистские движения — в первую очередь, методизм; при нонконформистских часовнях существовали воскресные школы с преподаванием на валлийском языке. В конце XVIII века юг Уэльса стал одним из центров промышленной революции: обнаружение запасов каменного угля, железной руды и олова привело к открытию крупных сталелитейных центров Доулайс и Кивартва (ныне — на территории графства Мертир-Тидвил), а также угольных шахт, которые их обслуживали. В поисках работы в долины Южного Уэльса прибывало множество людей как из самого Уэльса, так и из других частей Великобритании и из Ирландии. В то же время многие валлийцы отправились в Англию — в частности, в растущий порт Ливерпуль. В XIX веке промышленность Южного Уэльса начала сосредоточиваться на добыче угля для паровых машин; уголь был необходим как на внутренние британские рынки, так и на экспорт: маркиз Бьют поддерживал развитие Кардиффа, ставшего тогда крупнейшим угольным портом мира и самым важным городом Уэльса. На севере Уэльса активно начала развиваться добыча сланцев для строительной отрасли. Многие города на северном и западном побережье приобретают популярность как курорты (Лландидно, Рил, Абердиви и другие). Холихед стал важным транспортным центром как место отправления парома в Ирландию; он соединился с Лондоном сначала дилижансным, а позже — и железнодорожным сообщением.
Бурный рост промышленности и приток населения на юге Уэльса были связаны с организацией рабочего движения. В 1830-х годах в Уэльсе произошли два крупных восстания: восстание в Мертир-Тидвиле 1831 года и чартистское восстание в Ньюпорте 1839 года. Угольные долины южного Уэльса стали одной из колыбелей чартистского движения, а позже — тред-юнионизма. В конце XIX века там же зародилась и начала набирать силу Лейбористская партия. Кроме того, в Уэльсе были сильны позиции либералов, самым известным из которых был выходец из Уэльса Дэвид Ллойд Джордж, изначально получивший известность своей деятельностью в национальном и рабочем движении.
В XIX веке в Уэльсе усилилось националистическое движение. Развитие кельтологии стимулировало интерес к валлийским истории и культуре, был создан ряд патриотических организаций, таких как «Молодой Уэльс» (валл. Cymru Fydd), в работе которого участвовали Ллойд Джордж и Общество святого Давида. В 1893 году был основан Университет Уэльса с колледжами в Аберистуите, Бангоре и Кардиффе, значительное распространение получила валлийская периодическая пресса. Дэниэл Оуэн написал первые современные романы на валлийском языке.
Значительное распространение в Уэльсе в то время получили регби; сборная страны добивалась крупных успехов на протяжении XIX и XX веков.

### XX век
В начале XX века промышленный рост Уэльса продолжился. В 1914 году был принят закон, согласно которому Церковь Англии перестаёт быть государственной церковью в Уэльсе, однако он вступил в силу лишь в 1920 году — после окончания Первой мировой войны.
После окончания войны в Уэльсе, как и по всей Великобритании, произошли значительные социальные изменения, связанные, в частности, с увеличением занятости женщин. С политической точки зрения продолжился рост популярности Лейбористской партии. В 1925 году была основана валлийская националистическая «Партия Уэльса» во главе с Сондерсом Льюисом. С 1930-х годов, в связи с Великой депрессией и сокращением экспортных рынков, начался упадок уэльской угольной и металлургической промышленности.
В ходе Второй мировой войны ряд городов Уэльса — в первую очередь, Суонси — значительно пострадали от налётов немецкой авиации.
После войны продолжается упадок традиционной тяжёлой промышленности, однако, как и по всей Великобритании, наблюдается в целом значительный рост благосостояния; в частности, при участии валлийского представителя лейбористов Анейрина Бевана была создана Национальная служба здравоохранения. В 1955 году столицей Уэльса официально был провозглашён Кардифф.
С 1960-х годов в обществе начинают играть важную роль вопросы национализма, что связано, в частности, со знаменитой речью Сондерса Льюиса под названием «Судьба языка» (валл. Tynged yr Iaith), после которой было создано «Товарищество валлийского языка» (валл. Cymdeithas yr Iaith Gymraeg). Оно провело ряд акций гражданского неповиновения, требуя дублировать дорожные указатели на валлийском языке. Начинает свою подпольную деятельность подпольная военизированная группировка «Движение в защиту Уэльса» (валл. Mudiad Amddiffyn Cymru). Среди других важных событий можно назвать протесты против затопления деревни Капел-Келин (где все жители говорили на валлийском языке) водами из водохранилища, снабжавшего водой английский Ливерпуль, и борьбу за создание валлийского телеканала (открытого в 1982 году). В 1979 году был проведён референдум об автономии и создании уэльского парламента, однако этот план поддержали только 20,2 % проголосовавших.
Планы правительства Маргарет Тэтчер по приватизации угольной отрасли в середине 1980-х годов привели к крупномасштабным забастовкам в Южном Уэльсе, однако протестующие не добились своей цели.
В 1993 году был принят закон о валлийском языке, согласно которому язык получил в пределах Уэльса равный статус с английским; в 2001 году перепись населения установила увеличение числа людей, владеющих валлийским языком. В 1997 году был проведён повторный референдум об автономии и небольшое большинство проголосовавших выступило за создание Уэльской ассамблеи. Работа ассамблеи началась в 1999 году.

### 2000-е
После принятия Акта об управлении Уэльсом в 2006 году территория получила собственные органы самоуправления в лице правительства и парламента с широкими полномочиями.
На референдуме 2011 года о деволюции большинство избирателей проголосовало за наделения Парламента Уэльса широкими полномочиями в 20 сферах законотворчества, наравне с другими автономными частями Соединённого королевства.
После референдума 2016 года о выходе Великобритании из ЕС власти Уэльса и местные активисты начали продвижение политики за независимость.
26 ноября 2018 года археолог-любитель Майк Смит при помощи металлоискателя обнаружил необычное кельтское захоронение с останками лошадей и колесниц на территории Уэльса.

## География
Уэльс расположен на полуострове на западе острова Великобритания. Общая площадь страны составляет около 20 779 км². Протяжённость страны с севера на юг — 274 км, с запада на восток — 97 км. Уэльс граничит с востока с Англией, с трёх сторон окружён морем. Общая длина береговой линии — больше 1 200 км. У берегов Уэльса расположено несколько островов, крупнейший из которых — Англси (Ynys Môn) на северо-западе.
Население и промышленное производство сосредоточены, в основном, на юге Уэльса, в городах Кардифф, Суонси, Ньюпорт и прилегающих областях. Сравнительно индустриализован и северо-восток (район Рексема); центр и северо-запад — аграрные районы.
Большую часть площади Уэльса занимают горы, в особенности на севере и в центре. Они образовались во время последнего ледникового периода, в ходе Девонского оледенения. Самые высокие горы — в Сноудонии (Yr Eryri), гора Сноудон (Yr Wyddfa, 1085 м над уровнем моря) — высочайшая точка Уэльса. Горный массив в центре Уэльса называется Кембрийскими горами. На юге расположены горы Брекон-Биконз (Bannau Brycheiniog), сравнительно молодые по сравнению с Кембрийскими, и содержащие значительные запасы угля. Кембрийские горы дали своё название одному из периодов палеозоя — кембрию.
В середине XIX века два видных геолога, Родерик Мурчисон и Адам Седжвик изучали геологию Уэльса, чтобы определить некоторые принципы стратиграфии и палеонтологии. После этого два периода палеозоя — ордовик и силур — были названы в честь кельтских племён, обитавших в этом районе.
Уэльс открыт ветрам с Атлантического океана, поэтому климат там в основном морской. На западном побережье выпадает за год до 1270 мм осадков, к востоку от гор эти цифры несколько ниже (до 723 мм/год), а в самих горах — выше (до 2540 мм/год). Средняя температура июля составляет 15,6° С, января — 5,6 °C.
Современная граница между Англией и Уэльсом весьма произвольна: в общих чертах она была установлена в XVI веке, на основе границ феодальных владений. На протяжении примерно 64 километров она довольно точно следует Валу Оффы. Однако затем она идёт более причудливо: например, разделяет деревню Найтон в Поуисе и её железнодорожную станцию, делает деревню Чёрч-Стоук фактически уэльским эксклавом в Англии и проходит прямо через деревню Лланиминех.
Большую часть территории Уэльса покрывают национальные парки (Сноудония, Брекон-Биконс, Пембрукшир-Кост) и так называемые «Области выдающейся природной красоты» (англ. Areas of Outstanding Natural Beauty), например полуостров Гауэр.

## Административное деление
| Округа являются графствами, если не помечены * (для городов) или † (для городов-графств). В скобках даны наименования на валлийском языке. 1. Мертир-Тидвил (Merthyr Tudful) † 2. Кайрфилли (Caerffili) † 3. Блайнай-Гвент (Blaenau Gwent)† 4. Торвайн (Tor-faen) † 5. Монмутшир (Sir Fynwy) 6. Ньюпорт (Casnewydd) * 7. Кардифф (Caerdydd) * 8. Вейл-оф-Гламорган (Bro Morgannwg) † 9. Бридженд (Pen-y-bont ar Ogwr) † 10. Ронта, Кинон, Таф (Rhondda Cynon Tâf) † 11. Нит-Порт-Толбот (Castell-nedd Port Talbot) † 12. Суонси (Abertawe) * 13. Кармартеншир (Sir Gaerfyrddin) 14. Кередигион (Ceredigion) 15. Поуис (Powys) 16. Рексем (Wrecsam) † 17. Флинтшир (Sir y Fflint) 18. Денбишир (Sir Ddinbych) 19. Конуи (Conwy) † 20. Гуинет (Gwynedd) 21. Айл-оф-Англси (Ynys Môn) 22. Пембрукшир (Sir Benfro) |

## Политика
Уэльс является частью Соединённого Королевства, и главой его является британский монарх, в настоящее время — король Карл III. Верховная законодательная власть, источником которой является Корона в лице «монарха-в-парламенте»), находится в руках британского парламента, а часть её передана в процессе деволюции находящемуся в Кардиффе Парламенту Уэльса — Сенедду, состоящему из 60 членов (aelod у Cenedd Cymru), избираемых населением провинции. Национальная ассамблея избирает одного из членов своим председателем (Llywydd), а одного — его заместителем (Dirprwy Llywydd). Председатель Национальной ассамблеи и представители всех фракций образуют Комиссию Парламента Уэльса (Comisiwn Cenedd Cymru). Парламенту в Лондоне принадлежит право принимать так называемые «первичные законы» (являющиеся прерогативой законодательной власти), имеющие отношение к Уэльсу.
Сенедд заработал в 1998 году, после принятия первого Закона об Управлении Уэльсом. В нём 60 мест, 40 депутатов избираются по системе простого большинства, ещё 20 — по региональным спискам (по четыре депутата от каждого из пяти регионов). Партия, получившая большинство в Сенедде, избирает первого министра, который становится главой Правительства Парламента, органа исполнительной власти. Большинство полномочий Сенедда формально передано Правительству.
Исполнительный орган — после принятия второго Закона об управлении Уэльсом, им является Правительство Уэльса (Llywodraeth Cymru), состоящее из первого министра Уэльса (Prif Weinidog; в 1998—2006 годы эта должность называлась первый секретарь — Prif Ysgrifennydd), заместителя первого министра Уэльса (Dirprwy Brif Weinidog) и семи министров Уэльса (Gweinidog Cymru).
Крупнейшей фракцией в Сенедде обладает Лейбористская партия. Вторая по численности партия в Сенедде — «Партия Уэльса» (Plaid Cymru), выступающая за независимость страны. В настоящее время правительство Уэльса является коалиционным, в него входят представители лейбористской партии и партии Уэльса, глава которой — Иейан Вин Томас — стал заместителем первого министра.
В Сенедде также представлены: Консервативная партия, Либерально-демократическая партия (сформировавшая в Ассамблее первого созыва коалиционное правительство с лейбористами).
В Палате общин британского парламента Уэльс представлен 40 депутатами (из 646). В кабинет министров Великобритании входит также Государственный секретарь по Уэльсу, в обязанности которого входит представлять правительству дела, имеющие отношение к этой части королевства. В настоящее время эту должность занимает Питер Хейн.
В административном отношении Уэльс разделён на области, области — на сообщества (Cymuned). Представительным органом сообщества является совет сообщества (Cyngor Cymuned), исполнительным органом — мэр (Maer).

## Население
| 1570       | 1600       | 1630       | 1670       | 1700       | 1750       | 1801       | 1811       | 1821       |
| ---------- | ---------- | ---------- | ---------- | ---------- | ---------- | ---------- | ---------- | ---------- |
| 422 479    | ↘351 264   | ↗375 254   | ↗378 461   | ↗406 200   | ↗489 900   | ↗587 245   | ↗673 340   | ↗794 154   |
| 1831       | 1841       | 1851       | 1861       | 1871       | 1881       | 1891       | 1901       | 1911       |
| ↗904 400   | ↗1 046 073 | ↗1 163 139 | ↗1 280 413 | ↗1 412 583 | ↗1 571 780 | ↗1 771 451 | ↗2 012 875 | ↗2 420 921 |
| 1921       | 1931       | 1939       | 1951       | 1961       | 1971       | 2001       | 2011       | 2012       |
| ↗2 656 474 | ↘2 593 332 | ↘2 487 000 | ↗2 598 675 | ↗2 644 023 | ↗2 731 204 | ↗2 903 085 | ↗3 063 456 | ↗3 074 067 |
| 2016       | 2022       |            |            |            |            |            |            |            |
| ↗3 113 000 | ↗3 131 640 |            |            |            |            |            |            |            |

Основные народы Уэльса — валлийцы (1,9 млн) и англичане.

### Языки
По данным переписи 2011 года, 583 000 человек, или 20 % населения Уэльса, владеют валлийским языком (по сравнению с 20,8 % в 2001-м). На нём работают СМИ (телевидение и радио), выходят газеты и издаются книги, а также существует немало интернет-сайтов. 
Уэльские диалекты английского языка также имеют ряд особенностей.

## Полезные ископаемые
Уэльс богат сланцем, каменным углем, железом (Гламорган), графитом, свинцом. На юге расположен Южно-Уэльский каменноугольный бассейн.

## Хозяйство и экономика
Главные занятия: горное дело и промышленность, а также земледелие и скотоводство (19 % под пашней, 10 % под лугами, 3 % под пастбищем, 31 % под лесом).
- Добыча каменного угля — Ронта.
- Чёрная металлургия — Порт-Толбот, Ньюпорт, Лланелли, Кардифф, Эббу-Вейл.
- Цветная металлургия — Суонси, Лланелли.
- Нефтепереработка — Лландарси, Милфорд-Хейвен, Пембрук, Барри.
- Нефтехимическая и химическая промышленность — Баглан-Бей, Барри.
- Сельское хозяйство, овцеводство, мясное и молочное животноводство.

В августе 2022 года исследователь Уилл Хейвордл указал, что заработная плата в Уэльсе ниже, чем в среднем по Великобритании, и почти каждый четвёртый житель страны живёт в бедности. По его данным, в Уэльсе проживает около 600 тысяч детей, из которых 200 тысяч — треть — живут в нищете, а 90 тысяч — в крайней нищете. По приведённым данным, согласно опросам, независимость Уэльса поддерживают около 30 % с более высокими показателями среди молодых. Согласно исследованию, идентичность является лишь как второстепенным мотивирующим фактором, в то время как основным является возможность эффективного решения экономических проблем Уэльса.

## Транспорт
Главной автомобильной дорогой на юге Уэльса является автомагистраль M4, проложенная с запада на восток и связующая города Суонси, Кардифф и Ньюпорт с Лондоном. Её отрезок между Вторым Севернским мостом и Понт-Абрахамсом, где автомагистраль разветвляется на два шоссе: A48 (до Кармартена) и A483, — управляется уэльскими государственными структурами (Welsh Assembly Government) и входит в состав Европейского маршрута E30. На севере роль главной дороги, ведущей — как и M4 — с запада на восток, играет четырёхполосное шоссе A55, соединяющее Холихед, Бангор и Конуи с английским Честером, и одновременно являющееся частью Европейского маршрута E22. Между собой M4 и A55 связаны сетью пролегающих через центральную часть Уэльса дорог, основной из которых считается шоссе A470, отправной пункт которого находится в Кардиффе, а конечный — в Лландидно. На своём пути дорога проходит через два уэльских национальных парка: Сноудония и Брекон-Биконз.
Пассажирские перевозки по автомобильным дорогам выполняют несколько автобусных компаний, принадлежащих как государству, так и частному капиталу. Среди них выделяется «Arriva», которая помимо автобусов осуществляет перевозки поездами и принадлежит «Германской железной дороге АГ».
Железные дороги Уэльса после ряда мер, предпринятых британским правительством в 1960-е гг. («Топор Бичинга»), более не представляют собою единую сеть, а имеют вид трёх отдельных дорог, каждая из которых ведёт в общем направлении с востока на запад. На севере это — «Северо-Уэльская прибрежная железная дорога», соединяющая английский Кру с Холихедом через Конуи и Бангор; на юге — «Южно-Уэльская главная линия», протянувшаяся от Лондона до Суонси через Ньюпорт, Кардифф и Нит; в центральном Уэльсе — «Кембрийская линия», которая ведёт от английского Шрусбери к станции «Дови» (Dovey Junction), где разделяется на две части: северную (до Пуллхели) и южную (до Аберистуита). К трём названным главным линиям в разных местах примыкают более мелкие железные дороги, имеющие различную — в том числе и узкую — колею и принадлежащие разным собственникам. Среди них находятся исторические железные дороги, большая часть которых работает по маркетинговой схеме «Великие узкоколейки Уэльса».
Наиболее загруженными являются железнодорожные ветки в районе Кардиффа, где одновременно осуществляется интенсивное пригородное движение, ходят транзитные поезда к паромным переправам, ведущим в Ирландию, и восстановлено движение грузовых составов.
Аэропортов в Уэльсе два: международный Кардиффский на юге и Англси на северо-западе. ¾ пассажиров аэропорта в Кардиффе — транзитные, использующие его для пересадки на другие международные рейсы. Аэропорт Англси обслуживает только внутренние полёты.
Из морских портов самое большое число грузов переваливает Милфорд-Хейвен: в 2005 г. на него пришлось 63,7 % морского грузооборота Уэльса. По этому показателю он является четвёртым портом в Великобритании. Морскими паромными переправами через портовые города Фишгард, Пембрук-Док, Холихед и Суонси Уэльс соединён с Ирландией. Паром в Холихеде по пассажирообороту занимает третье место в Соединённом Королевстве.

## Спорт

### Регби
Регби является национальным спортом Уэльса и играет важнейшую роль в ежедневной жизни валлийцев. Команды Уэльса играют на национальных и международных уровнях. На сегодняшний день стадион «Миллениум» в Кардиффе — самый вместительный в мире крытый стадион с естественным газоном.

### Футбол
В сезоне 2019/2020 две валлийские команды выступают в Чемпионшипе, втором по значимости дивизионе в системе футбольных лиг Англии. Это клубы Кардифф Сити и Суонси Сити.